# 卡尔帕索斯-卡索斯英雄岛专区
卡尔帕索斯-卡索斯英雄岛专区（希臘語：Περιφερειακή Ενότητα Καρπάθου-Ηρωικής Νήσου Κάσου），是希腊南愛琴大區的一个专区。专区范围包括卡尔帕索斯岛、卡索斯島、薩里亞島和周边多个小岛。专区首府为卡尔帕索斯镇。专区面积为393.5平方公里，2021年人口数量为7,790人。

## 行政
在2011年卡利克拉提斯改革方案中，希腊所有州份被取消。佐泽卡尼索斯州分为包括卡尔帕索斯专区在内的4个专区。2018年时改为现在的名称。卡尔帕索斯-卡索斯英雄岛专区下辖2个市镇（括号内为地图中的数字）：
- 卡尔帕索斯（1）
- 卡索斯英雄岛（2）